# Georg Reichwein
 Der er flere personer med dette navn, se Georg Reichwein den yngre.
Georg (eller Jørgen) Reichwein (1593 i Marburg i Kassel – 5. maj 1667 i Bergen) var en dansk-norsk officer, far til officeren af samme navn.

## Torstenson-krigen
Han fødtes i Marburg i Kassel (Hessen-Kassel), hvor faderen skal have været skrædder. Han har oprindelig været bestemt for studier, men må under Trediveårskrigen have opgivet disse for at kæmpe i protestanternes rækker, da han siges at have været en ivrig calvinist. Han synes at være kommet til Danmark i foråret 1628 med grev Henrik Holck, under hvem han formentlig har tjent i Tyskland, og blev kort efter ansat som kaptajn ved landfolket (Oplandske Regiment) i Norge, hvor just samme år en stående hær blev oprettet. Det følgende år blev han forflyttet til Bergen for der at istandbringe den nye militære ordning og beskikkedes 1636 til vagtmester på Bergenhus samt kort efter til major. 1641 blev han oberstløjtnant ved et regiment knægte i Bergenhus Len, og da den svenske fejde udbrød, kaldtes han i begyndelsen af 1644 af statholder Hannibal Sehested til Christiania for at vogte grænserne mod Sverige med Akershusiske Regiment under oberst Henrik Bielke, i hvis fraværelse han oftere kommanderede regimentet, og deltog nu under den hele fejde med megen dygtighed i en stor del af de forefaldne affærer, til dels på svensk grund. Ved de efter krigen foretagne forandringer i de militære forhold fik Reichwein fra begyndelsen af 1646 som oberst kommandoen over det Akershusiske Regiment og har fra denne tid begyndt en endnu bevaret journal og kopibog, der går til og med året 1657, og som senere er blevet udgivet.
Den viser, at han i al denne tid har spillet en meget betydelig, om end hidtil mindre kendt, rolle ved organisationen af Norges forsvar, hvorved de forskellige statholdere stadig have søgt og tillige fulgt hans råd. I 1649 blev han benyttet til at undersøge grænseforholdene med Hensyn til Idre og Serna Sogne, hvis norskhed han stærkt hævdede. 1651 måtte han, som Armeens øvrige officerer, afgive svar på en del spørgsmål angående Hannibal Sehesteds forhold under hans statholderskab. Reichweins erklæring, der er afgjort gunstig for statholderen, er et meget vigtigt krigshistorisk aktstykke til belysning af begivenhederne under den såkaldte Hannibalsfejde.

## Karl Gustav-krigene
Da en ny krig med Sverige brød ud i 1657, var Reichwein selvskrevet til at indtage en ledende stilling; han fik plads i krigsrådet og deltog i flere af krigsbegivenhederne, der dog foreløbig standsede ved Roskildefreden i februar 1658, ved hvilken Trondhjems len blev afstået til Sverige. Oprindelig var Reichwein blandt dem, der skulle fastsætte grænserne for det afståede len, men snart kom han ved det nye fredsbrud i august nævnte år til at overtage anførselen over det søndenfjeldske korps, der afsendtes for at søge Trondhjem tilbageerobret fra svenskerne, hvilket også lykkedes, så at han 11. december samme år med den svenske guvernør Glas Stiernsköld kunne undertegne kapitulationsvilkårene. Da lenet nu på ny var kommet i nordmændenes hænder, drog han atter syd over og indtraf ved Halden i februar 1659, hvorfra han fulgte generalløjtnant Jørgen Bielke på dennes indfald i Båhus Len, hvilket gentoges om efteråret, efter at Reichwein i oktober var udnævnt til generalmajor. Han laa nu den genværende del af 1659 og i begyndelsen af 1660 på og ved den svenske grænse, ofte samvirkende med Jørgen Bielke; under Haldens lange belejring i januar og februar 1660 stod de en tid lang ved Borge Kirke, og her forefaldt 6. februar et større sammenstød mellem norske og svenske tropper, hvilke sidste måtte trække sig tilbage.
Med fredsslutningen 1660 var Georg Reichweins krigerliv til ende; som chef for Oplandske Regiment beboede han nu i nogle år sin gård Aker ved Mjøsen, men vedblev at anvendes i kommissioner angående grænse- og militærvæsen. 1666 blev han udnævnt til stiftsbefalingsmand i Bergen Stift, men afgik her allerede 5. maj 1667 ved døden af slag.
Hans mange og store fortjenester var ikke blevet upåskønnede; 18. oktober 1655 blev han optagen i adelstanden med særskilt fremhævelse af hans militære dygtighed, og allerede i 1647 havde han af Kronen fået overladt som adelig sædegård gården Aker med underliggende Disen i Vang Sogn på Hedemarken for gjorte udlæg under krigen, men på så gunstige vilkår, at han senere selv betegner det næsten som en gave. Ligeså havde han efter indgåelsen af sit andet ægteskab fået brev på tienden af Tanum og Kville Sogne i Vigen, der tidligere var bevilget hans formand i dette ægteskab.

## Ægteskaber
Reichwein var tre gange gift; sin første hustru, hvis navn er ukendt, havde han ægtet før sin ankomst til Norge, af hvilket ægteskab tre sønner kendes. 2. gang (o. 1647) blev han gift med Karen Davidsdatter
Lucht (Luft), enke efter den rige borgmester i Christiania Niels Toller (død 1642); hun døde ved nytårstid 1649 (begravet 14. januar i Christiania); 3. gang (1653) med Inger Rytter, datter af Oluf Rytter til Østby og Brandstorp og Marine Mogensdatter Rosensværd. I dette ægteskab havde han to sønner og seks døtre. Hun overlevede Reichwein til 1696 (eller 1697), men havde allerede o. 1668 indgået nyt ægteskab, med vejmester Nicolaus Helvaderus, en præstesøn fra Fyn, der senere blev kaptajn og generaladjudant og 1671 adledes under navnet Silberstein; han døde 1678, og både under det langvarige skifte efter ham (sluttet 1686) og næsten i sit hele liv lå fru Inger Rytter i stadige processer med sine børn angående deres arvemidler.
Georg Reichwein er begravet i Oslo.